# 卡比托利欧广场

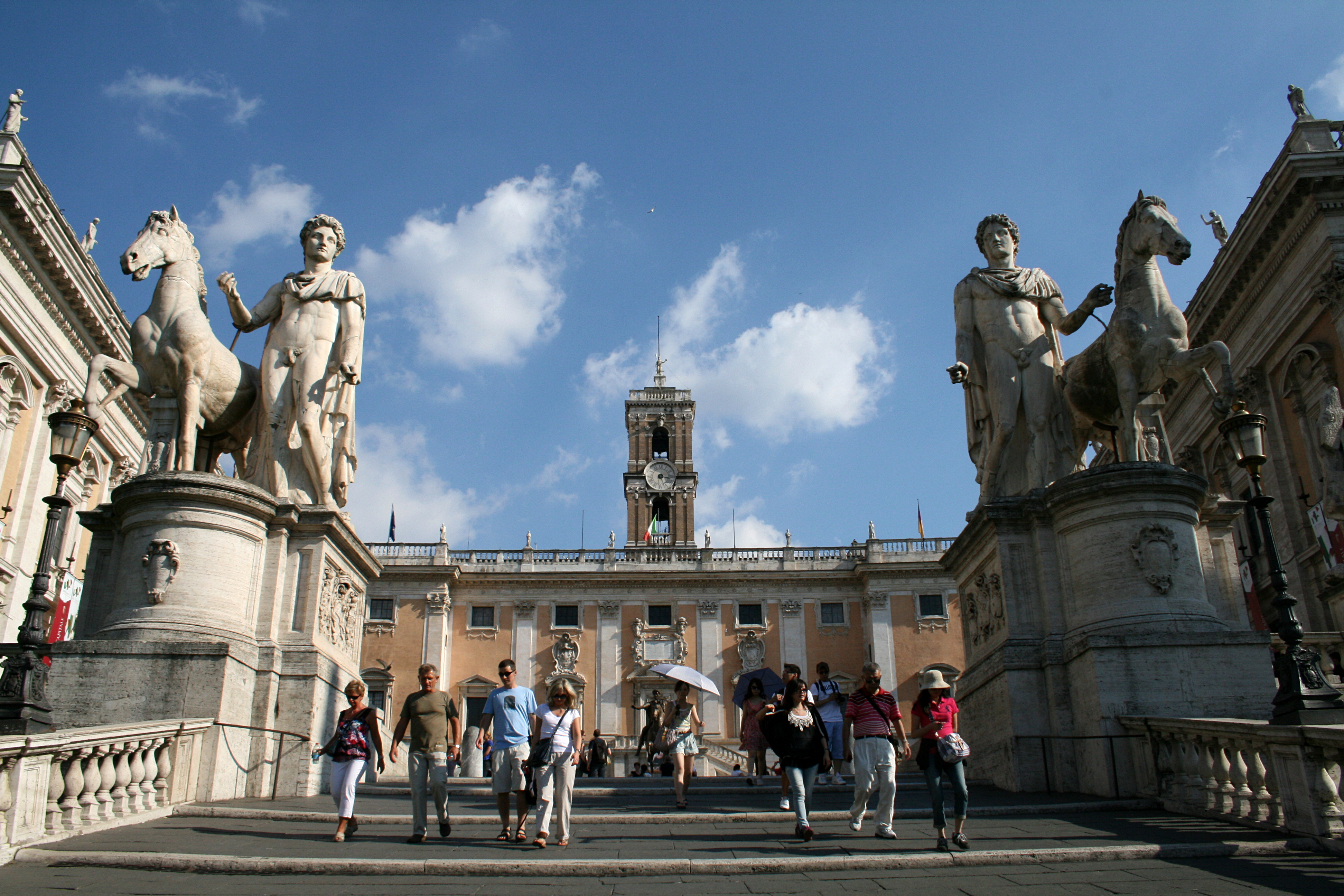
卡比托利欧广场

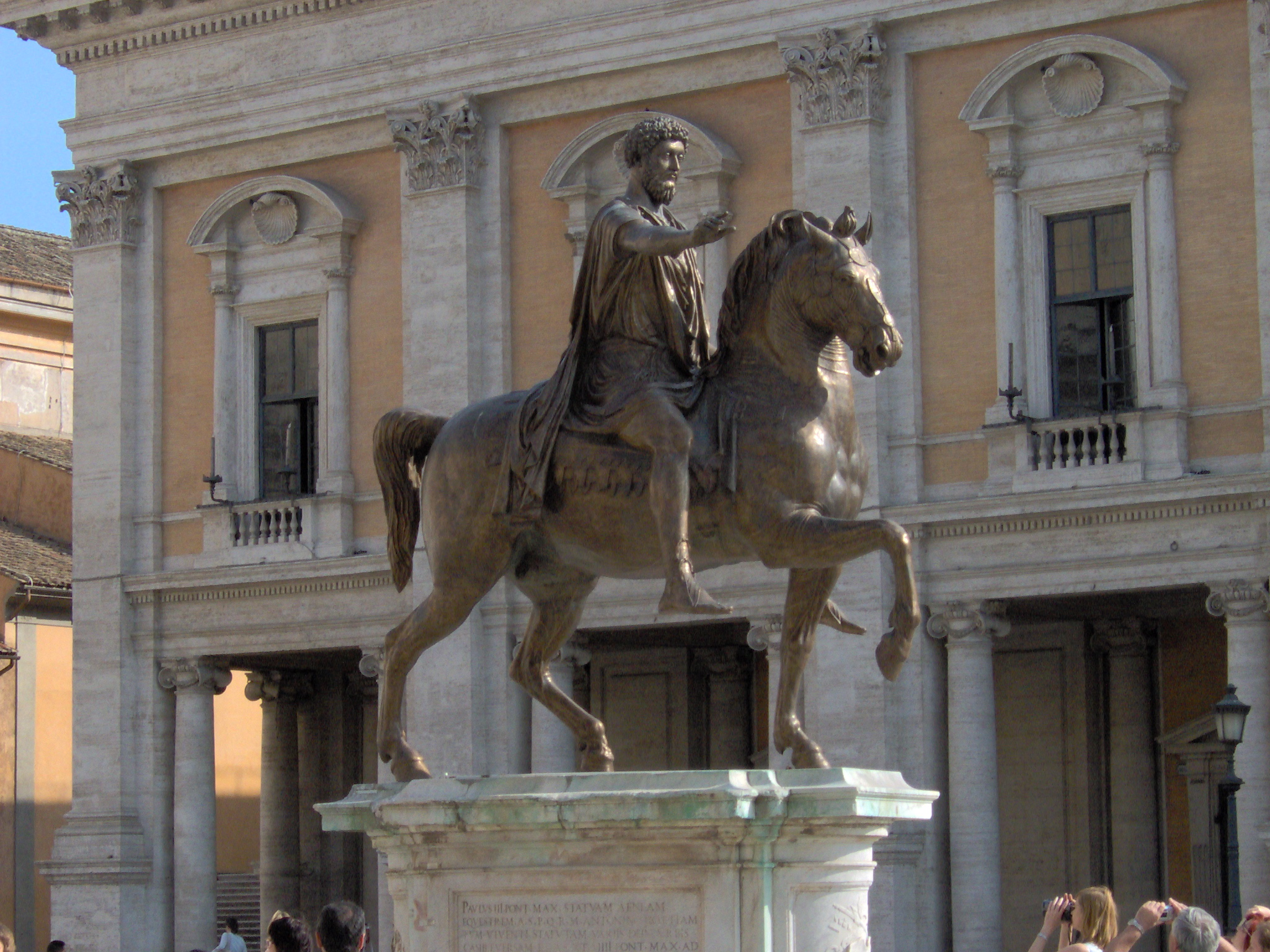
马尔库斯·奥列里乌斯雕像

41°53′27″N 12°29′02″E / 41.890873°N 12.483988°E
卡比托利欧广场（義大利語：Piazza del Campidoglio）是位于罗马市卡比托利欧山上的一个广场。

## 歷史
卡比托利歐廣場的所有细节，以及地面铺设的设计，均是出自米开朗琪罗的手笔。它的布局略呈梯形，米开朗基罗在周围新建建筑物，使视觉焦点对准元老宫。
有人说，当时的教宗保禄三世翻建这个广场，是因为对这座名山的情形感到羞愧（当时用来放牧山羊，而被称为“山羊山”）。
米开朗基罗完全重新设计了这个广场，使其不再面向古罗马广场，而是面向圣伯多禄大殿，它代表了罗马城新的政治中心。他设计了一个新的宫殿新宫，毗邻天坛圣母堂；重新设计了保守宫，消除了所有的中世纪结构，与元老宫一致。他在那里增加了一个双楼梯，用来进出面向广场的新入口。米开朗基罗还设计了卡比托利欧阶梯和栏杆，通往山下的天坛广场
青铜镀金的马尔库斯·奥列里乌斯骑马雕像，由米开朗基罗自圣若望门广场移来，保禄三世确定安放在卡比托利欧广场中心。经过漫长的恢复，还发现了雕像镀金的痕迹。雕像原作保存在卡比托利欧博物馆内，现在广场上的是复制品。
工程进展缓慢，以至于米开朗基罗只能看到完成进出元老宫的双楼梯。但是工程仍按照原计划继续进行，在17世纪完成，直到1940年才按照艺术家的原始图纸铺设了路面。
台阶装饰着几个雕塑作品：在底部是两只狮子像，中间是里恩佐雕像，在台阶顶端是双生子卡斯托尔和波吕克斯雕像，取自卡斯托尔和波吕克斯神庙，而两个大理石雕像 I Trofei di Mario则取自维托里奥广场（piazza Vittorio）。
元老宫目前是罗马市政府所在地，卡比托利欧博物馆开放于1735年（世界上最古老的公共博物馆之一）设在两个楼宇内，由一个地下隧道“宝石长廊”（Galleria Lapidaria）连结。